# Guy Lyon Playfair
Guy Lyon Playfair (Índia, 5 de abril de 1935 - Londres, 8 de abril de 2018 (83 anos)) foi um parapsicólogo, jornalista, escritor e tradutor britânico.

## Biografia
Nasceu na Índia e foi educado na Inglaterra. Tendo viajado muito, viveu no Brasil desde 1961, onde trabalhou como repórter free-lancer, fotógrafo e tradutor para diversas revistas estadunidenses, britânicas e brasileiras, entre as quais a The Economist, Time, Associated Press, McGraw-Hill World News e outras.[carece de fontes?]
De 1967 a 1971 trabalhou no Departamento de Imprensa da U.S. Agency for International Development (USAID), na cidade do Rio de Janeiro. Nesta cidade, em 1972, interessou-se pela pesquisa psíquica, ao ser convidado, por um amigo, para assistir a uma sessão de cirurgia espiritual através do médium Edivaldo Oliveira Silva. As impressões registradas nessa época foram publicadas na sua primeira obra The Flying Cow (1975).[carece de fontes?]
Em 1973 mudou-se para São Paulo, dedicando-se à pesquisa de fenômenos de poltergeist, reencarnação e mediunidade, junto ao engenheiro e parapsicólogo brasileiro Hernani Guimarães Andrade, no Instituto Brasileiro de Pesquisas Psicobiofísicas (IBPP). Em sua segunda obra, The Indefinite Boundary (1976), também registra as suas experiências com os fenômenos paranormais no país.[carece de fontes?]
De volta à Grã-Bretanha, escreveu The Cycles of Heaven (1978), passando um ano a investigar, juntamente com Maurice Grosse, o poltergeist de Enfield, como documentado em This House is Haunted (1980).[carece de fontes?]
Pesquisas subsequentes em dois diferentes campos levaram-no à publicação de The Haunted Pub Guide e de If This Be Magic, uma pesquisa sobre o hipnotismo (ambos em 1985). O resultado de sua pesquisa com Uri Geller encontra-se em The Geller Effect (1986).[carece de fontes?]
Após publicar dois outros livros de conteúdo não-psíquico, retornou ao tema com a telepatia em 2002 na publicação de Twin Telepathy, trabalho que conduziu a experimentos bem-sucedidos exibidos pela televisão (Richard and Judy, 2003, e também na Discovery's Miracle Hunters e National Geographic's Naked Science).[carece de fontes?]
O seu livro mais recente foi Chico Xavier, Medium of the Century (2010).[carece de fontes?]
Mais jovem membro de uma família de escritores em diversas áreas, também era um talentoso músico amador. Os seus livros foram traduzidos em quinze idiomas. Também publicou numerosos artigos em revistas de diversos países, assim como trabalhou como pesquisador e consultor em inúmeros programas de rádio e de televisão. Era membro da Society for Psychical Research desde 1973, com a qual contribui com diversos artigos para o seu jornal e revista, tendo sido eleito para o seu Conselho em 2004.[carece de fontes?]
Morreu em 8 de abril de 2018 em Londres, aos 83 anos.

## Obras selecionadas
- The Flying Cow: Research Into Paranormal Phenomena in the World's Most Psychic Country. London Souvenir Press, 1975 ISBN 0285621602
- The Unknown Power. Panther Books, St. Albans 1977, ISBN 0-586-04235-0
- The Indefinite Boundary. Panther Books, 1977, ISBN 0-586-04638-0
- com Scott Hill: The Cycles of Heaven : Cosmic Forces and What They Are Doing to You. St. Martin’s Press, New York 1978
- This House is Haunted : The Investigation of the Enfield Poltergeist. Stein & Day, 1980, ISBN 0-8128-2732-5
- The Haunted Pub Guide. 1985, ISBN 0-245-54255-8
- If This be Magic. Jonathan Cape, 1985, ISBN 0-224-02338-1 e ISBN 978-0-224-02338-2
- Twin Telepathy. Vega, 2002, ISBN 1-84333-686-3
- New Clothes for Old Souls : World Wide Evidence for Reincarnation. Druze Heritage Foundation, 2006, ISBN 1-904850-09-X e ISBN 978-1-904850-09-0
- Chico Xavier, Medium of the Century. Roundtable Publishing, 2010, ISBN 0-9564493-1-X
- Enfield. DarkSide Books, 1977, ISBN 978-85-9454-029-4